# Coelorinchus canus
Coelorinchus canus är en fiskart som först beskrevs av Garman, 1899.  Coelorinchus canus ingår i släktet Coelorinchus och familjen skolästfiskar. Inga underarter finns listade i Catalogue of Life.